# Noodles & Company
面条公司（英語：Noodles & Company）是美国一家休闲快餐店，以各类面食为特色。其于1995年创立，目前总部位于科罗拉多州布隆菲。2013年，该餐饮公司上市。截至2022年年中，在美国31个州开设有458家餐厅。 

## 历史

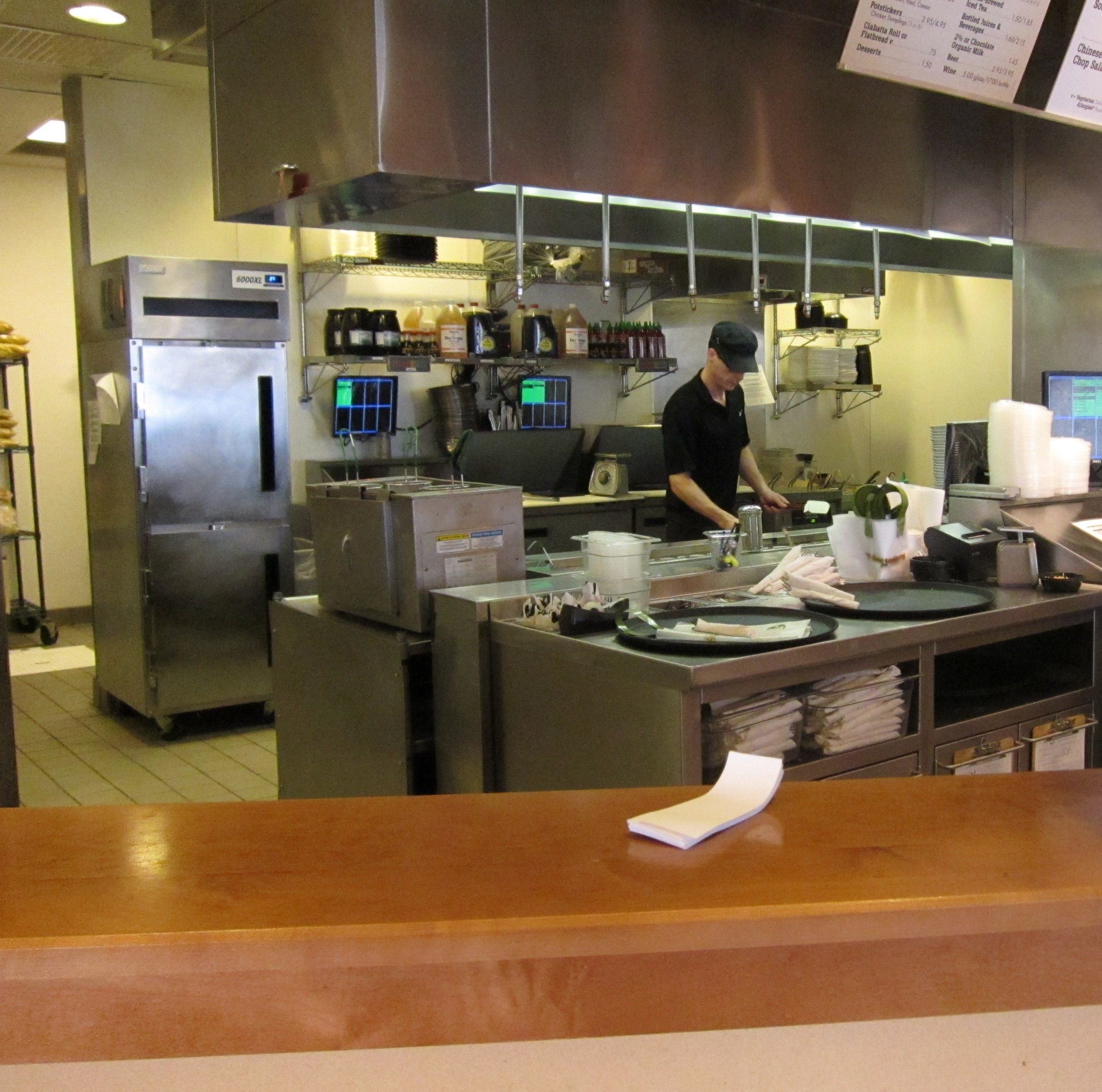
面条公司餐厅的开放式厨房

### 创立
前百事公司营销主管亚伦·肯尼迪（Aaron Kennedy）在纽约格林尼治村的Mamie's Asian Noodle Shop用餐后，萌生了创立供应面食的餐厅的想法。其发觉全球范围内许多地方以面食为主食，但在美国缺少以供应面食为主的餐厅。1994年，肯尼迪等人开始在其岳母的厨房中开发食谱。肯尼迪从朋友和家人那里筹集了7.2万美元，外加20万美元的投资资金，于1995年10月在科罗拉多州丹佛樱桃溪开设了首家餐厅。次年3月在威斯康星州麦迪逊开设了第二家餐厅。

### 拓展规模
该餐厅在开业前三个月共损失了4.2万美元。其在丹佛和麦迪逊的餐厅都受到了当地报纸的负评。肯尼迪因此开始改进和完善餐厅的各个方面，其管理团队前往芝加哥考察了各类面馆。餐厅改进了菜单、价格和装修，餐厅内饰改为了更偏暖的色调，先前采用预制做并蒸汽保温的面食改为即时炒制。经过了一系列改进，餐厅的业绩开始提升。
从1996年到2000年，面条公司餐厅的收入从33万美元增长到1300万美元，到2002年已经开设37家分店。2003年起开始采用连锁经营模式。2006年，其总部搬迁到科罗拉多州布隆菲。截至2013年，其在美国全国共开设了339家餐厅，其中51家为连锁经营餐厅，并于同年上市交易。

## 食物

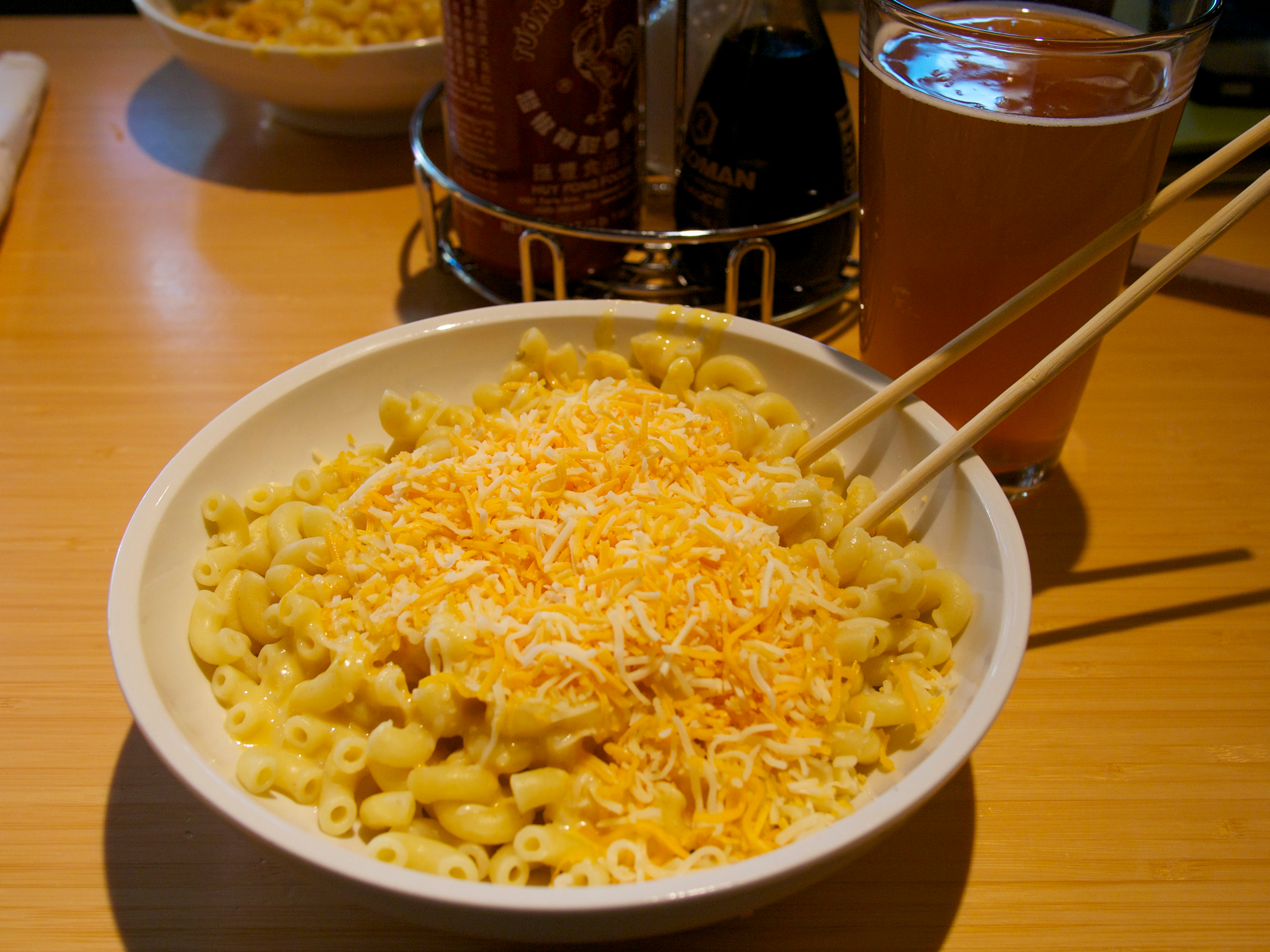
威斯康星芝士通心粉（Mac & Cheese

面条公司餐厅以供应各类面食为特色，此外还提供沙拉、汤、前菜等食物。其面食包括了：
- 各式意大利面
- 亚洲面食：[26]
  - 撈麵
  - 炒乌冬面
  - 泰式炒河粉
  - 韩式辣醬炒面
- 各式芝士通心粉（Mac & Cheese）[27]

面条公司餐厅还提供各类无麸质面食、低碳水面食、西葫芦面条等。面食可以自由选择搭配蛋白质食材，包括豆腐、鸡肉、牛肉或虾。